# Arènes joyeuses (film, 1958)
Pour les articles homonymes, voir Arènes joyeuses.
Pour plus de détails, voir Fiche technique et Distribution.
Arènes joyeuses est un film français réalisé par Maurice de Canonge et sorti en 1958.

## Synopsis
En Camargue, le manadier Arno embauche un chômeur, Fernand, comme gardian. Celui-ci devient le coéquipier de Rémy, amoureux de Marguerite, l’une des trois filles d’Arno, tandis que Fernand est attiré par une autre, Pervenche. Une corrida est organisée et les trois sœurs doivent se résoudre à se séparer de leur taureau fétiche qui est réquisitionné pour combattre. À cette occasion, les filles Arno sont séduites par la prestance des toreros espagnols, ce qui éveille notamment la jalousie de Rémy. Pour attirer l’attention de Marguerite, Rémy, avec la complicité de Fernand, enlève le torero-vedette pour descendre combattre à sa place dans l’arène, ce qui se solde par un fiasco complet. Rémy et Fernand, désappointés, quittent alors le mas Arno. Sur leur chemin, ils rencontrent Marina, une belle et mystérieuse jeune femme qui s’intéresse fort curieusement à eux.

## Fiche technique
- Titre : Arènes joyeuses
- Réalisation : Maurice de Canonge
- Scénario : Juliette Saint-Giniez et André Tabet, d’après l’opérette éponyme d’Henri Allibert, René Sarvil et Vincent Scotto (1934)
- Dialogues : Juliette Saint-Giniez, André Tabet
- Assistant-réalisation : Max Pécas
- Décors : Robert Giordani
- Photographie : Willy Faktorovitch
- Musique : Vincent Scotto
- Paroles : Henri Allibert - René Sarvil
- Chansons : paroles d’Henri Allibert/René Sarvil et musique de Vincent Scotto
- Cadrages : Charles-Henri Montel
- Son : Marcel Royné
- Montage : Victor Grizelin
- Maquillages : Louis Dor
- Scripte : Régine Hernou
- Photographe de plateau : Jean-Louis Castelli
- Tournage : 
  - Prises de vues : du 19 août au 21 septembre 1957
  - Extérieurs : Camargue, Martigues (Bouches-du-Rhône) "La Babiole" Bouc Bel Air, Propriété de Mr et Mme Robert Logan Norgaard
- Producteur : René Allamelle
- Directeurs de production : Joseph Martinetti, Charles Pons
- Sociétés de production : Athos Films (France), CMF (Compagnie Méditerranéenne de Films, France), Emimente Films (France)
- Distributeur d’origine : Les Films Fernand Rivers
- Pays d’origine :  France
- Langue de tournage : français
- Format : couleur par Eastmancolor — 35 mm — son monophonique
- Genre : film musical, comédie
- Durée : 107 minutes
- Date de sortie : 
  - France : 13 août 1958

## Distribution
- Fernand Raynaud : Fernand Cyprien de Chalamond
- Danielle Godet : Marina
- Jean Vinci : Rémy
- René Sarvil : Maître Arno
- Milly Mathis : Madame Arno
- Rellys : Hernandez
- Antoine Balpêtré : le clochard
- Marie-José Nat : Violette
- Luis Montez : Pablo
- José Moralès : Juanito Cordoba
- Victoria Marino : Thérésa
- Fred Triolet : Aymard
- André Vylar : Pépito
- Colette Ripert : Marguerite
- Betty Philipsen : Pervenche
- José Sévilla
- Fransined
- Jean Franval
- Ingrid Harrison